# Erechthias decoranda
Erechthias decoranda är en fjärilsart som beskrevs av Edward Meyrick 1925. Erechthias decoranda ingår i släktet Erechthias och familjen äkta malar. Inga underarter finns listade i Catalogue of Life.